# Festival BD de Boulogne-sur-Mer
Pour les articles homonymes, voir Festival de la bande dessinée.
Festival organisé à Boulogne-sur-Mer par l'Association des Amis de la BD. Lancé en 1990, il a généralement lieu en décembre de chaque année.
Il organise des expositions, des séances de rencontres avec les auteurs (avec dédicaces).
Il publie chaque année des éditions limitées à tarifs réduits :
- 2003 : Harry : Retour à Boulogne-sur-Mer de Al Severin
- 2005 : Margats de Jean-Louis Dress